# I Married a Monster from Outer Space
I Married a Monster from Outer Space este un film SF american din 1958 regizat de Gene Fowler. În rolurile principale joacă actorii Tom Tryon, Gloria Talbott, Ken Lynch.

## Actori
- Tom Tryon ca Bill Farrell
- Gloria Talbott ca Marge Bradley Farrell
- Peter Baldwin ca Officer Frank Swanson
- Robert Ivers ca Harry Phillips
- Chuck Wassil ca Ted Hanks
- Ty Hardin ca Mac Brody (men. ca Ty Hungerford)
- Ken Lynch as Dr. Wayne
- John Eldredge ca Police Captain H.B. Collins
- Alan Dexter ca Sam Benson
- James Anderson ca Weldon
- Jean Carson ca Helen Alexander Benson
- Jack Orrison ca Officer Schultz
- Steve London ca Charles Mason
- Max 'Slapsie Maxie' Rosenbloom ca Max Grady (barman)

## Vezi și
- They Live